# Кильдишев, Павел Андреевич
Князь Па́вел Андре́евич Кильдишев (1853 — до мая 1929) — русский общественный и политический деятель, член Государственной думы от Тамбовской губернии.

## Биография
Родился в с. Данилово Елатомского уезда Тамбовской губернии (ныне — в Ермишинском районе Рязанской области).
Православный. Из княжеского рода Кильдишевых. Землевладелец Елатомского уезда Тамбовской губернии (1700 десятин).
Окончил Александровский лицей (1877) и поступил вольноопределяющимся в лейб-гвардии Уланский Её Величества полк, затем выдержал офицерский экзамен.
В 1878—1891 годах служил чиновником особых поручений VI класса при начальнике Главного управления наместника на Кавказе.
В 1891 году вернулся в Тамбовскую губернию. В 1891—1907 годах служил земским начальником по Елатомскому уезду Тамбовской губернии. В 1888 году был избран гласным Тамбовского губернского и Елатомского уездного земств, почётным мировым судьей Елатомского уезда. С 1907 года состоял непременным членом Елатомской землеустроительной комиссии, учрежденной в рамках проведения Столыпинской аграрной реформы.
В 1907 году баллотировался в члены Государственный думы от съезда землевладельцев, но не прошёл. В следующем году был избран на место скончавшегося В. М. Петрово-Соловово. Входил во фракцию умеренно-правых, с 3-й сессии — русскую национальную фракцию. Состоял членом комиссий: финансовой, земельной, по исполнению государственной росписи доходов и расходов, по запросам, бюджетной, для рассмотрения законопроекта о преобразовании полиции в империи.
В 1912 году был избран членом Государственной думы от Тамбовской губернии. Входил во фракцию русских националистов и умеренно-правых (ФНУП), после её раскола в августе 1915 — остался среди сторонников П. Н. Балашова. Состоял членом комиссий: по запросам, по местному самоуправлению, по военным и морским делам, и о путях сообщения.
Дослужился до чина действительного статского советника (1901), состоял в придворном звании камергера (1911). Был избран почётным гражданином Елатьмы.
После Октябрьской революции — в эмиграции.

## Семья

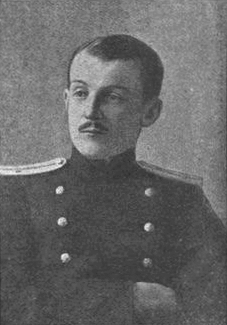
Поручик Дмитрий Кильдишев

С 1881 года был женат на Тамаре Дмитриевне Старосельской, дочери бывшего бакинского губернатора,  начальника Главного управления наместника Кавказа по гражданской части генерал-лейтенанта Д. С. Старосельского. Их дети:
- Андрей (1882-05.10.1905), окончил Александровский лицей (1902), служил в 1-м департаменте МИДа, титулярный советник.
- Дмитрий (1886—1914), поручик Кавалергардского полка. Участвовал в походе в Восточную Пруссию, убит в бою под Каушеном.
- Нина (?-1920), в замужестве баронесса Торнау[2].

## Награды
- Орден Святого Владимира 3-й степени (1907);
- Медаль «В память царствования императора Александра III»;
- Медаль «В память 300-летия царствования дома Романовых».